# Starý Klíčov
Starý Klíčov je vesnice, část obce Mrákov v okrese Domažlice v Plzeňském kraji. Nachází se asi půl kilometru východně od Mrákova. Je zde evidováno 152 adres. V roce 2011 zde trvale žilo 507 obyvatel.
Starý Klíčov leží v katastrálním území Klíčov u Mrákova o výměře 15,83 km².

## Historie
První písemná zmínka o vesnici pochází z roku 1325.

## Obyvatelstvo
| Rok            | 1869 | 1880 | 1890 | 1900 | 1910 | 1921 | 1930 | 1950 | 1961 | 1970 | 1980 | 1991 | 2001 | 2011 | 2021 |
| -------------- | ---- | ---- | ---- | ---- | ---- | ---- | ---- | ---- | ---- | ---- | ---- | ---- | ---- | ---- | ---- |
| Počet obyvatel | 617  | 596  | 590  | 556  | 640  | 582  | 529  | 363  | 403  | 392  | 406  | 475  | 514  | 507  | 443  |
| Počet domů     | 92   | 94   | 91   | 101  | 94   | 88   | 100  | 101  | 135  | 88   | 90   | 108  | 125  | 139  | 146  |

## Obecní správa
Při sčítání lidu v letech 1850–1990 Starý Klíčov byl osadou obce Klíčov v okrese Domažlice. Od 24. listopadu 1990 je částí obce Mrákov v okrese Domažlice.

## Pamětihodnosti
- Kaple svatého Václava